# Ryan Hansen
Ryan Hansen (San Diego, Califórnia, 5 de julho de 1981) é um ator americano, mais conhecido por ter retratado Dick Casablancas em Veronica Mars.

## Biografia
Ryan nasceu e cresceu em San Diego, na Califórnia, mas se mudou para Los Angeles com sua esposa Amy, desde então tem atuado em muitos filmes e séries de TV como a Grounded for Life, That's So Raven, e Las Vegas.
Em 2004, Hansen fez audição para o papel de Duncan Kane em Veronica Mars, mas perdeu para Teddy Dunn. No entanto, Rob Thomas, criador da série, lhe disse para fazer o teste para o papel de Dick Casablancas, ele acabou conseguindo. Ele está definido para interpretar "Ted Warner" na 4 ª temporada de House of Cards. Em 2008, apareceu em Superhero Movie. Também em 2008, Hansen apareceu no CCT (Christian Community Theater) como "Trevor McKnight" / White Night. O show teve início em 31 de julho e foi até 10 de agosto, em San Diego.
Ryan também está envolvido na campanha Invisible Children. Uma organização sem fins lucrativos que ajuda crianças a lidar com a guerra civil no norte de Uganda.

## Cinema e TV
| Ano       | Título                               | Personagem                | class="unsortable"                                                |
| --------- | ------------------------------------ | ------------------------- | ----------------------------------------------------------------- |
| 2001      | Motocrossed                          | Entrant #1                | Telefilme                                                         |
| 2001      | The Geena Davis Show                 | Larry                     | Episódio: "Hot Potato"                                            |
| 2001      | Ally McBeal                          | Student MC                | Episódio: "The Wedding"                                           |
| 2002      | Power Rangers Wild Force             | Pilot #3                  | Episódio: "The End of the Power Rangers: Part 2"                  |
| 2003      | Grounded for Life                    | Matt                      | Episódio: "Just Like a Woman"                                     |
| 2003      | Hunter                               | Ron                       | Episódio: "To Protect and Serve"                                  |
| 2004      | Like Family                          | Dell                      | Episódio: "Who's Your Daddy?" Episódio: "Sex Ed"                  |
| 2004      | Las Vegas                            | Jared Brad (sem créditos) | Episódio: "The Strange Life of Bob" Episódio: "The Family Jewels" |
| 2004–2007 | Veronica Mars                        | Dick Casablancas          | 52 episódios                                                      |
| 2005      | Death by Engagement                  | Michael Micelli           |                                                                   |
| 2005      | That's So Raven                      | J.J.                      | Episódio: "Boyz 'N Commotion"                                     |
| 2006      | That's So Raven                      | J.J.                      | Episódio: "Be Prepared"                                           |
| 2006      | The Cutting Edge: Going for the Gold | Scottie                   | Video                                                             |
| 2007      | Palo Alto                            | Anthony                   |                                                                   |
| 2008      | Sherman's Way                        | Kevin                     |                                                                   |
| 2008      | Superhero Movie                      | Lance Landers             |                                                                   |
| 2009      | House Broken                         | Elliot Cathkart           |                                                                   |
| 2009      | Friday the 13th                      | Nolan                     | [ 1 ]                                                             |
| 2009      | Rockville CA                         | Chambers                  | 13 episódios                                                      |
| 2009      | Gossip Girl                          | Shep                      | Episódio: "Valley Girls"                                          |
| 2009–2010 | Party Down                           | Kyle Bradway              | 20 episódios                                                      |
| 2010      | BoyBand                              | Tommy                     |                                                                   |
| 2010      | The Legion of Extraordinary Dancers  | Brendan Broman            | Episódio: "The Tale of Trevor Drift" Episode: "Fanboyz"           |
| 2011      | 818                                  | Russell Pillage           |                                                                   |
| 2011      | Friends with Benefits                | Ben Harrison              | 12+ episódios                                                     |
| 2011      | Last Call                            | Phil                      | Pós-produção                                                      |
| 2011      | Lovelives                            | Tim                       | Telefilme; pré-produção                                           |
| 2012      | 2 Broke Girls                        | Andy                      | 2ª Temporada                                                      |
| 2014      | Play It Again, Dick (Web Série)      | Ele mesmo                 | 8 episódios                                                       |